# Сокулук
Сокулук (кирг. Сокулук) — село в Кыргызстане. Административный центр Сокулукского района Чуйской области. Через село протекает река Сокулук.
Через село проходят автодорога Бишкек — Ташкент и железная дорога Бишкек — Луговая.

## История
В 1863 году на реке Сокулук казачьей сотней был основан казачий пикет, вокруг которого начали селиться переселенцы из центральной России. В 1868 году на месте пикета было образовано село Троицкое, по названию церкви.
На 1912 год село относилось к Беловодскому участку Пишпекского уезда.
В советское время село было переименовано в Ново-Троицкое.
17 мая 1937 Постановлением ВЦИК СССР село было переименовано в Каганович, вслед за районом (1935 г.).
В 1957 году селу было присвоено имя Сокулук по названию реки.

## Население
Население по переписи 2009 года составляет 24 417 жителей, основой которого являются кыргызы. Вторая национальность по численности — русские.
В 2000-е годы в село приехало много внутренних мигрантов из южной части Кыргызстана, что повлияло на национальный состав.

## Известные уроженцы[5]
- Дважды Герой Социалистического труда Кайназарова, Суракан.
- Герой Социалистического труда Н. И. Воробьёва (родилась в 1918).
- Герой Социалистического труда М. Я. Гречухина (родилась в 1909).
- Герой Социалистического труда Д. А. Нигрилов (родился в 1908).
- Герой Социалистического труда К. Шопокова (родилась в 1917, по другим данным — в 1919).